# Ayuntamiento de Milwaukee
El Ayuntamiento de Milwaukee (en inglés: Milwaukee City Hall) es un edificio situado en Milwaukee, Wisconsin, Estados Unidos. Fue completado en 1895, momento en el que se convirtió en el edificio habitable más alto de los Estados Unidos. El campanario del ayuntamiento, con 108 m de altura, la hizo la segunda estructura más alta del país, por detrás del Monumento a Washington. El ayuntamiento fue el edificio más alto de Milwaukee hasta que se construyó el First Wisconsin Center en 1973.

## Diseño

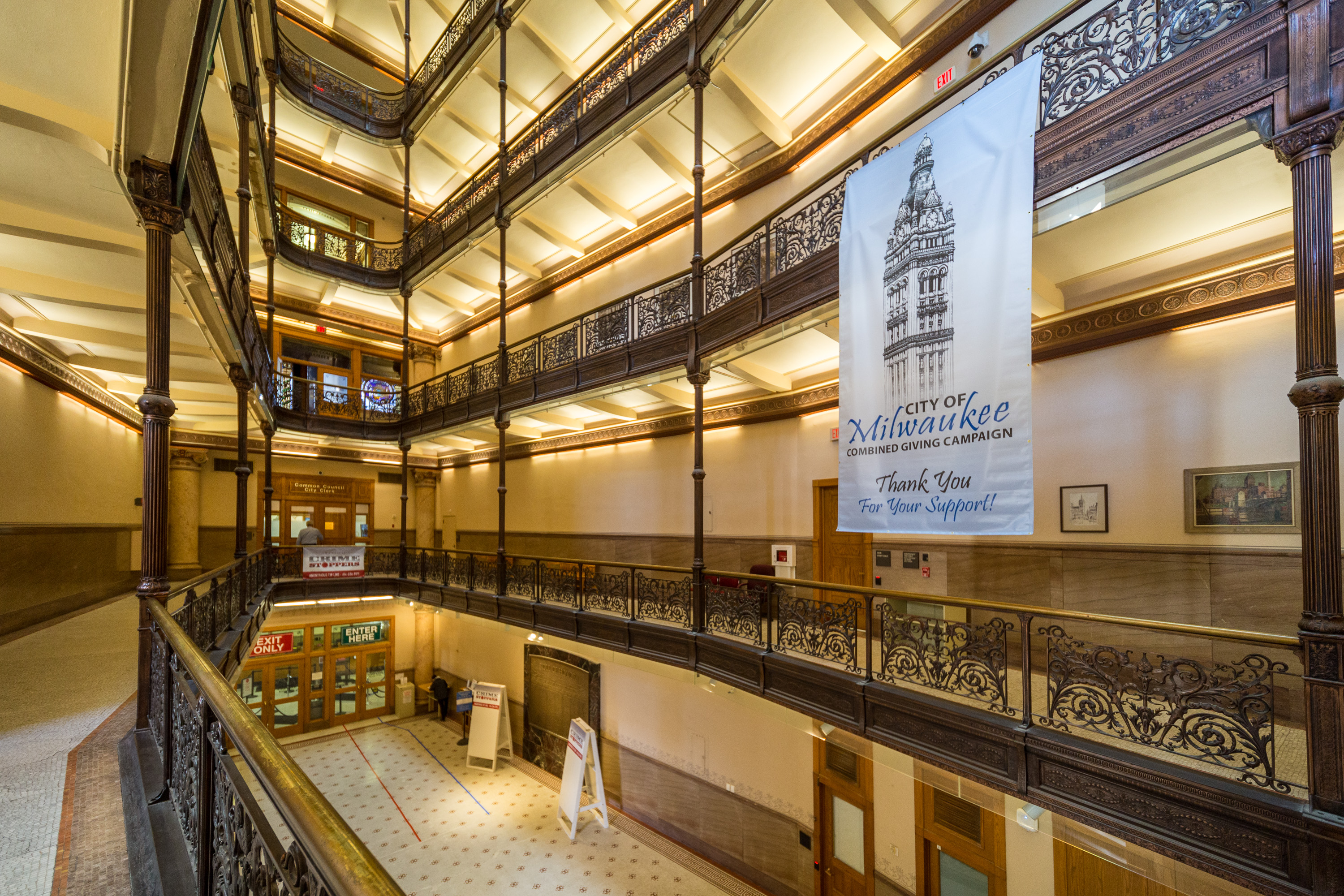
Atrio del Ayuntamiento de Milwaukee

El Ayuntamiento de Milwaukee fue diseñado por el arquitecto Henry C. Koch en estilo neorrenacentista flamenco, inspirándose tanto en precedentes alemanes (por ejemplo, el Ayuntamiento de Hamburgo) como en ejemplos locales (en especial el Pabst Building, demolido en 1981). Debido a la histórica población de inmigrantes alemanes de Milwaukee, muchos de los edificios de los alrededores imitaron su diseño. Los cimientos se componen de 2584 pilotes de pino blanco introducidos en el terreno pantanoso que rodea el Río Milwaukee. La parte superior de la torre se reconstruyó en octubre de 1929 tras un incendio.
La campana del Ayuntamiento se bautizó en honor a Solomon Juneau, el primer alcalde de Milwaukee. Fue diseñada y elaborada por los Campbells, uno de los pioneros en la fabricación de trajes y campanas de buceo en los alrededores de los Grandes Lagos en esa época.

## Historia
El Ayuntamiento fue escena de la mayor victoria socialista registrada en una ciudad de los Estados Unidos cuando en 1910 Emil Seidel y un Consejo Municipal con mayoría socialista barrieron en las elecciones. Aunque la mayoría socialista en el consejo duró poco tiempo, la ciudad fue dirigida por alcaldes socialistas desde 1916 hasta 1960. El alcalde Daniel Hoan (1916-1940) y su sucesor Frank Zeidler (1948-1960) hicieron poco para que avanzara la causa del socialismo en general, pero sus alcaldías se caracterizaron por un énfasis en la provisión de servicios para la clase trabajadora.
El Ayuntamiento fue el mayor símbolo de Milwaukee hasta la construcción del ala del Museo de Arte de Milwaukee diseñada por Calatrava en 2001, pero su campanario continúa siendo un icono de la ciudad y aparece en algunas señales de tráfico y de los aparcamientos. Antiguamente la torre tenía el letrero Welcome Milwaukee Visitors ("Bienvenidos visitantes de Milwaukee") en sus tres lados frontales; esta fue una de las imágenes más emblemáticas de la secuencia de apertura de la comedia de televisión Laverne & Shirley, ambientada en la ciudad.
Entre 2006 y 2008 se renovó todo el edificio, incluido un desmontaje y reensamblaje completo del campanario, realizado por J. P. Cullen & Sons, Inc., contratista general con sede en Janesville. Antes de que empezara la restauración, la campana se tocaba rara vez debido a preocupaciones sísmicas, y en los últimos años ha habido andamios alrededor del edificio con protecciones para evitar posibles caídas de piedras o ladrillos a los peatones. La calidad de esta restauración, que contó con un presupuesto de 60 millones de dólares, fue el objeto de una demanda presentada por el ayuntamiento de Milwaukee en 2012 contra varias partes implicadas en la obra.
El Ayuntamiento se añadió al National Register of Historic Places en 1973, y fue declarado National Historic Landmark en 2005.